# 渡邊幽蟬
渡邊幽蟬，又名渡邊蜩蟬，是蟬科幽蟬屬下的一種昆蟲。此物種的名稱由北海道帝國大學的教授松村松年於1907年命名，用以紀念提供了相關物種樣本的日本警察兼業餘動物學者渡邊龜作。
該物種於台灣被發現，但在越南也有所分布。其頭部為淡黃褐色，向背那一側有橫向的褐色條紋，而腹側為黑褐色；胸部淡黃綠色；腹部淡綠褐色；腿部淡黃色；翅膀透明，翅膀的脈絡呈棕色或深褐色。